# 大川征義
大川 征義（おおかわ まさよし、1983年8月30日 - ）は、日本のナレーター、元俳優。千葉県出身。

## 人物
- 多摩大学目黒中学校・高等学校卒業。高校3年生時には生徒会長も務めた。
- 中央大学商学部卒業。
- 血液型：B型
- 劇団ひまわり出身。
- 趣味：レザークラフト

## 出演

### テレビ番組
- 天才てれびくん（1998年、NHK教育テレビ）
- 奇跡の人（1998年、NTV系）
- 魔女の条件（1999年、TBS系）
- 天国に一番近い男 第1シリーズ（1999年、TBS系）
- 火曜サスペンス劇場 保護観察（2000年3月7日、NTV系） - 少年A（岡大樹） 役
- 仮面ライダークウガ（2000年、テレビ朝日系） - ゴ・ジャラジ・ダ 役

### ナレーション

#### ラジオCM
- サントリー 山崎12年（2011年）
  - 「熟成」[1]
  - 「職人たち」[2]
  - 「ブレンダー」[3]
  - 「山崎の水」[4]
- JFN（2011年）
  - 「ふるさとに元気を」[5]
  - 「ふるさとにチカラを」[6]
- ヒューマンコンシャス（2011年、エフエム東京）
  - 「三陸鉄道・ささえる」[7]
  - 「三陸鉄道・つなぐ」[8]
  - 「三陸鉄道・元気」[9]

#### テレビCM
- サントリー 鏡月「きょう、きみと、アルバム」篇[10]